# Lamennaisia nobilis
Lamennaisia nobilis är en stekelart som först beskrevs av Christian Gottfried Daniel Nees von Esenbeck 1834.  Lamennaisia nobilis ingår i släktet Lamennaisia och familjen sköldlussteklar. Arten är reproducerande i Sverige. Inga underarter finns listade i Catalogue of Life.